# Новоалександровка (Азовский район)
Новоалександровка — хутор в Азовском районе Ростовской области.
Входит в состав Новоалександровского сельского поселения, являясь его административным центром.

## География
Расположен в 7 км (по дорогам) восточнее районного центра — города Азова.

### Улицы
| - ул. 60 лет Октября - ул. Гагарина - ул. Зеленая - ул. Ленина - ул. Луговой - ул. Победы - ул. Полевой - ул. Солнечная - ул. Школьный - ул. Юбилейная - ул. Береговая | - пер. Темирязева - пер. Чапаева |

## История основания
НОВОАЛЕКСАНДРОВКА (Азовская Пустошь, колония Эйгенгейм, "Немецкая Колонка", х. Новый Путь) основана немцами-колонистами в 1879 г., купившими коллективно здесь участок земли площадью 1839 десятин (~2022 га).
По генеральному межеванию, проведенному в конце XVIII в., этот участок под названием "Азовская Пустошь" граничил на востоке с землей государственных крестьян (или, как их называли в обиходе, казенных поселян) села Койсуг - непосредственно с хутором Хорольским - частью нынешней Кулешовки, на юге с землей деревни Милой - ныне Мило-Яковлевка - землей, ранее принадлежавшей некоей вдове-майорше Анне Николаевне Воиновой, которая продала ее здешнему помещику Якову Петровичу Пеленкину, а тот подарил ее в качестве приданого своей дочери Александре, и она с мужем Андреем Андреевым основали деревню Милую; на западе граница проходила с владениями помещиков Ковалинеких, на севере - с казачьей землей Области войска Донского (до 1888 г. Ростовский уезд не был казачьим, он входил в состав Екатеринославской губернии, центром которой был город Екатеринослав - ныне Днепропетровск).
Купленная немцами земля ранее отдавалась в оброчное пользование (т.е. как бы в аренду) разным людям, среди которых значились и, Ковалинские, и некто Басманов. Во второй половине XIX в. она принадлежала врачу из города Ростова-на-Дону доктору медицины Георгию Ивановичу Ткачеву. У Ткачева здесь был хутор, который также называли "Азовская Пустошь", однако административно он не считался отдельным населенным пунктом, к тому же ничего неизвестно о времени его существования.
Очевидно, датой основания поселения следует считать 8 января 1879 г., когда в Таганрогской нотариальной конторе была совершена купчая: земля от Ткачева перешла к немцам-колонистам, и они в количестве 15 домохозяев переселились сюда, обустроились и назвали свое поселение колонией Эйгенгейм. Первыми поселянами были: Антиг Векерле, Фридрих Менке, Яков Гюнтер, Яков Пауль, Карл Битнер, Йоган Гин, Яков Блац, Яков Гойер, Готлиб Ниренберг, Яков Векерле, Христиан Шац, Иоган Херин, Йоган Дерхо, Карл Менке, Михаил Бальфельд.
Интересно отметить, что во второй половине XIX в. в Приазовье появилось множество колоний; на территории бывшего Таганрогского градоначальства, например, их насчитывалось больше сотни, в Ростовском уезде - около десяти, в том числе две латышские: Звайзгнит (ныне Звездочка) и Тауруп (ныне Коммунаре) - вблизи станции Степной (сейчас это Краснодарский край). Почти всем своим колониям немцы старались давать красивые, романтические названия: Блюменталь - "Долина цветов", Руенталь - "Долина покоя", Гофенталь - "Долина надежд" и т.п. Слово "Эйгенгейм" буквально означает "родной приют", "свой угол", т.е. то, что лучше всего поэтому можно перевести и как "превосходный", "наилучший", "бесподобный".
Подавляющее большинство жителей Эйгенгейма были выходцами из колонии Александровской, расположенной между Ейском и Щерби-новской (название сохранилось поныне), лишь несколько человек переселились из других мест, из колоний Гофенталь (два двора) и Фридрихсфельд (один двор) - из-под Мелитополя.
Поскольку колонии возникали неорганизованно, стихийно, местные власти стремились внести сюда общепринятый порядок: образование названий, административная подчиненность, причисление, т.е. постановка на учет крестьян и т.д. Так, Екатеринославское по крестьянским делам присутствие вело дело "об образовании сельских обществ Эйгенгеймского, Ольгинфельдского и Руэнтальского из поселян-собственников (бывших колонистов), водворившихся на купленных землях" в Ростовском уезде. Начальство признало необходимым "подчинить поселян-собственников ближайшим к ним волостному и сельским управлениям и образовать из поселков в десять и более дворов отдельные сельские общества с включением их в состав тех волостей, в районах которых они находятся и с перечислением притом живущих в них поселян из мест записки по ревизии к местам нового водворения, так и причислением таковых поселков числом менее десяти дворов к ближайшим сельским обществам..." Колония Эйгенгейм была включена в состав Васильево-Петровской волости.
Подобные решения принимало и правление Области войска Донского, с той лишь разницей, что оно не могло примириться с тем, что на вверенной ему территории возникли поселения с нерусскими названиями. Так, войсковой наказной атаман в своих предложениях правлению в 1887 г. писал; что ему неизвестно, "с чьего разрешения и когда образовались эти колонии, кто дозволил немцам-поселенцам наименовать свои поселения колониями, такими, например, названиями: Остхейм, Фридрихсфельд, Блюменфельд, Любенталь и проч., а также расположены ли эти колонии по планам, утвержденным прилежащей властью каждое поселение образуется не иначе, как с разрешения губернского начальства, причем таким селениям составляются планы, которые утверждаются губернаторами". В апреле 1890 г. областное по крестьянским делам присутствие приняло к руководству указ Областного Правления войска Донского о правильном образовании в Таганрогском и Ростовском округах немецких колоний и об установлении сельской полицейской власти. В указе отмечено, что "все эти поселения устраивались по усмотрению владельцев без разрешения начальства", что "планов для этих колоний никем не составлялось" и что "областное Правление находит необходимым подчинить их общему порядку управления с присвоением всем поселениям русских названий". А ниже еще раз подчеркнуто: "Причем поселениям и отдельным дачам присвоить русские наименования".
Развернулась работа по переименованию колоний, причем нередко переименование сводилось к переводу немецкого названия на русский язык: вместо "Блюменфельд" - "Цветочная поляна", вместо "Мариенталь" - "Мариинская долина". Колонию Эйгенгейм предлагалось назвать "Бесподобная". Бурно начатая работа дала слабые результаты: к началу I мировой войны многие колонии по-прежнему имели немецкие названия. В постановлении Таганрогского по крестьянским делам присутствия от 31 марта 1915 г. сказано: "...несмотря на определение Областного по крестьянским делам присутствия ...эти поселения продолжают официально носить названия немецкие, например "Остгеймское" почтовое отделение, которое должно называться "Больше-Краснощековское".
Однако с началом войны ситуация резко изменилась: само правительство объявило борьбу с немецкими названиями - даже Санкт-Петербург был переименован в Петроград, не были забыты и наши колонии, в том числе и Эйгенгейм. По предложению ростовского войскового старшины, изложенном в письме от 15 февраля 1915 года Областному по крестьянским делам присутствию, колония Эйгенгейм получила название "Новоалександровская". Это обосновывалось, очевидно, тем, что большинство ее жителей прибыло сюда из колонии Александровской.
По решению царского правительства к немцам-колонистам были применены и более жесткие меры: они объявлялись представителями враждебной России нации и их побуждали "добровольно-принудительно" продавать свои земельные владения: "наделы и недвижимый имущества подходящих под действие узаконений 2-го февраля и 13 декабря 1915 г. волостных, сельских, селенных и мирских обществ (колоний), независимо от установившейся у них формы землепользования (общинного, подворного или смешанного), подлежат отчуждению по добровольным соглашениям или продаже с публичного торга...". Земля колонии Эйгенгейм была назначена к продаже с публичных торгов, причем торги назначались дважды: 30 декабря 1916 г. и 19 января 1917г. Первый раз торги не состоялись ввиду отсутствия покупателей (правда, на участие претендовали койсужане, но они не представили ни залога, ни обязательного в таких делах решения сельского схода). На торгах 19 января 1917 г. эту землю приобрело Донское отделение Крестьянского поземельного банка в лице его непременного члена Александра Александровича Липинского, предложившего наивысшую цену - 438 130 руб. Так "выходцы из неприятельских государств" были лишены права собственности на землю и другую недвижимость в России. Надо, видимо, подчеркнуть, что это не было конфискацией имущества, это было лишь принуждением к продаже.
Таковы вкратце история возникновения и история названия села Новоалександровка. В советское время после революции Новоалександровская была переименована в хутор Новый Путь, но это название не прижилось, а закрепилось нынешнее - Новоалександровка.
К сказанному следует добавить, что все немцы-колонисты были грамотные и просвещению они придавали важное значение: здесь была своя начальная школа, была лютеранская церковь.

## Население
| 1989 | 2002  | 2010  |
| ---- | ----- | ----- |
| 1118 | ↗1338 | ↗2027 |

## Достопримечательности
- В селе находится памятник архитектуры — кирха конца XIX века. Решением Малого Совета облсовета № 301 от 18 ноября 1992 года кирха внесена в список объектов культурного наследия местного значения под кодом № 6100442000[4].
- Осетровое производство.[5]